# Шишманов вал
Шишманов вал (също Аспарухов вал) е язовир в Северозападна България.
Разположен е на границата между Монтанска и Врачанска област, близо до град Козлодуй. Приютява голямо разнообразие от дунавски риби. Стопанисва се от „Напоителни системи“ ЕАД, клон Мизия (гр. Враца). Разполага с помпена станция.